# Heresy (groupe)
Pour les articles homonymes, voir Heresy.
Heresy est un groupe britannique de punk hardcore, originaire de Nottingham, en Angleterre, actif entre 1985 et 1989.

## Histoire
Le groupe est formé à Nottingham en 1983 sous le nom de Plasmid par Timothy Garner (basse), Malcolm « Reevsey » Reeves (chant, guitare) et son cousin Steve Charlesworth (batterie). Après la sortie d'une démo, Garner est remplacé par Kalv Piper, le groupe se renomme Heresy et change son style pour un punk hardcore extrêmement rapide calqué sur le groupe américain Siege. En septembre 1985, le trio enregistre six titres à Nottingham, qui sortent dans l'EP Never Healed avec un tirage de 3 000 exemplaires sur le label DIY de Reevsey et Digby Pearson. Le mot Earache est imprimé sur l'EP, il est rapidement devenu le nom du label de Pearson : Earache Records. Comme d'autres groupes hardcore, Heresy se produit au Mermaid, un club  de Birmingham ; une rivalité amicale se développée entre Steve Charlesworth et Mick Harris de Napalm Death pour savoir qui a le rythme de batterie le plus rapide. Digby Pearson, quant à lui, fonde officiellement Earache Records et, au début de 1986, propose à Heresy un contrat pour un split LP avec Concrete Sox. Les premiers enregistrements ont lieu en mai 1986 au Rich Bitch Studio de Birmingham.
Un peu plus tard, John March devient le chanteur principal du groupe. Dans ce casting, Heresy part en tournée à travers l'Allemagne à l'automne 1986 en tant que première partie du groupe canadien SNFU. Après une autre tournée avec Government Issue à travers les Pays-Bas et la Belgique, le groupe retourne en Angleterre, John March réenregistre le chant pour le split LP. Peu de temps avant son sortie début 1987, le membre fondateur Reevsey quitte le groupe et est remplacé par Mitch Dickinson d'Unseen Terror. Avec ce line-up, Heresy donne sa première John Peel-Session et publie un EP limité à 700 exemplaires pour Limited Edition Records, qui est épuisé en quelques semaines. Dickinson quitte Heresy à l'automne 1987 pour des raisons personnelles et est remplacé par Steven « Baz » Ballam. Dans ce line-up, vient une tournée européenne en première partie de Chumbawamba. Après que Heresy se sépare de son label Earache à la mi-1987, le groupe sort ses disques chez In Your Face, un label DIY fondé par le chanteur John March et le bassiste Kalv Piper. En janvier 1988, Heresy enregistre l'album Face Up to It qui atteint la 13e place du UK Indie Chart. Malgré ce succès, le groupe est tellement mécontent du son de l'album qu'il fait une pause à partir d'avril 1988. Plusieurs concerts sont donnés en octobre avant que Ballam annonce son intention de quitter Heresy. La dernière performance live du groupe a lieu le 14 décembre 1988 à Leeds.
Malgré la rupture officielle, le groupe enregistre fin décembre un EP Whose Generation? qui sort en février 1989. Toujours au début de 1989, Heresy joue une troisième session dans l'émission de l'animateur de radio britannique John Peel, publiée plus tard sous le nom de compilation 13 Rocking Anthems.

## Discographie

### Albums studio
- 1987 : Heresy/Concrete Sox split LP (Earache)
- 1988 : Face Up to It (In Your Face)
- 1989 : 13 Rocking Anthems (In Your Face)
- 1990 : Never Slit Thanks (Earache/Toys Factory) (compilation)
- 1992 : Voice Your Opinion (Lost & Found Records)
- 1992 : Visions of Fear (Lost & Found)
- 1995 : Voice of Fear (Lost & Found)
- 2006 : 1985-87 (Boss Tuneage)
- 2007 : 20 Reasons to End It All (Boss Tuneage)

### Singles et EP
- 1986 : Never Healed (Earache)
- 1987 : Thanks! (vinyle)
- 1989 : Whose Generation? (In Your Face)
- 1990 : Live at Leeds 7" (Open)